# دردار شنموي
دردار شنموي (الاسم العلمي: Ulmus chenmoui) هو نوع نباتي يتبع جنس الدردار من فصيلة الدردارية.